# Salah Mohsen
Salah Mohsen (Egyptian Arabic: صلاح محسن; sinh ngày 1 tháng 9 năm 1998) là một cầu thủ bóng đá người Ai Cập hiện tại thi đấu ở vị trí tiền đạo cho câu lạc bộ Ai Cập Al Ahly và đội tuyển quốc gia Ai Cập. Vụ chuyển nhượng của anh tiêu tốn Al Ahly 38 triệu EGP, trở thành cầu thủ đắt giá nhất bóng đá Ai Cập.

## Sự nghiệp quốc tế

### Sự nghiệp Câu lạc bộ
| Đội           | Năm       | Giải | Giải  | Cup | Cup   | Continental tournaments | Continental tournaments | Other tournaments | Other tournaments | Total | Total |
| Đội           | Năm       | APP  | Goals | APP | Goals | APP                     | Goals                   | APP               | Goals             | APP   | Goals |
| ------------- | --------- | ---- | ----- | --- | ----- | ----------------------- | ----------------------- | ----------------- | ----------------- | ----- | ----- |
| ENPPI         | 2016–2017 | 16   | 3     | 2   | 0     | —                       | —                       | —                 | —                 | 18    | 3     |
| ENPPI         | 2017–2018 | 18   | 7     | 1   | 0     | —                       | —                       | —                 | —                 | 19    | 7     |
| ENPPI         | Total     | 34   | 10    | 3   | 0     | —                       | —                       | —                 | —                 | 37    | 10    |
| Al Ahly       | 2017–2018 | 7    | 2     | 1   | 0     | 8                       | 2                       | 0                 | 0                 | 16    | 4     |
| Al Ahly       | 2018–2019 | 10   | 2     | 0   | 0     | 2                       | 0                       | 0                 | 0                 | 12    | 2     |
| Al Ahly       | 2019–2020 | 1    | 0     | 0   | 0     | 2                       | 2                       | 0                 | 0                 | 3     | 2     |
| Al Ahly       | Total     | 18   | 4     | 1   | 0     | 12                      | 4                       | 0                 | 0                 | 31    | 8     |
| Smouha (loan) | 2019–2020 | 14   | 5     | 1   | 1     | —                       | —                       | —                 | —                 | 15    | 6     |
| Smouha (loan) | Total     | 14   | 5     | 1   | 1     | —                       | —                       | —                 | —                 | 15    | 6     |
| Al Ahly       | 2020–2021 | 23   | 5     | 1   | 0     | 6                       | 1                       | 3                 | 1                 | 33    | 7     |
| Al Ahly       | Total     | 23   | 5     | 1   | 0     | 6                       | 1                       | 3                 | 1                 | 33    | 7     |

### Bàn thắng quốc tế
Bàn thắng và kết quả của Ai Cập được để trước.
| #  | Ngày               | Địa điểm                                      | Đối thủ | Bàn thắng | Kết quả | Giải đấu           |
| -- | ------------------ | --------------------------------------------- | ------- | --------- | ------- | ------------------ |
| 1. | 8 tháng 9 năm 2018 | Sân vận động Borg El Arab, Alexandria, Ai Cập | Niger   | 4–0       | 6–0     | Vòng loại CAN 2019 |